# Chelonus rufus
Chelonus rufus är en stekelart som beskrevs av Lyle 1923. Chelonus rufus ingår i släktet Chelonus och familjen bracksteklar. Inga underarter finns listade i Catalogue of Life.